# Ammónium-dikromát
Az ammónium-dikromát (vagy ammónium-pirokromát) szervetlen vegyület, a szabad állapotban nem ismeretes dikrómsav ammóniumsójának tekinthető. A képlete (NH4)2Cr2O7. Narancsvörös színű kristályokat alkot. Íze fanyar, fémes. A vizes oldata enyhén savas kémhatású. Erős méreg. Főként oxidálószerként és az analitikai kémiában alkalmazzák. Jellegzetes reakciója a vulkánkitörés néven ismert.